# Metal Gear Solid V: The Phantom Pain
Metal Gear Solid V: The Phantom Pain (メタルギアソリッドV ファントムペイン?, Metaru Gia Soriddo V: Fantomu Pein) è un videogioco d'azione stealth della serie Metal Gear sviluppato dalla Kojima Productions e pubblicato dalla Konami per PlayStation 3, PlayStation 4, Xbox 360, Xbox One e PC.
Come Metal Gear Solid V: Ground Zeroes, è un gioco open world, ma con una struttura e una trama ben più ampie ed articolate rispetto al capitolo precedente.
The Phantom Pain è stato molto apprezzato dalla stampa videoludica internazionale e alcune note riviste gli hanno assegnato il massimo dei voti.

## Trama

### Prologo: Risveglio

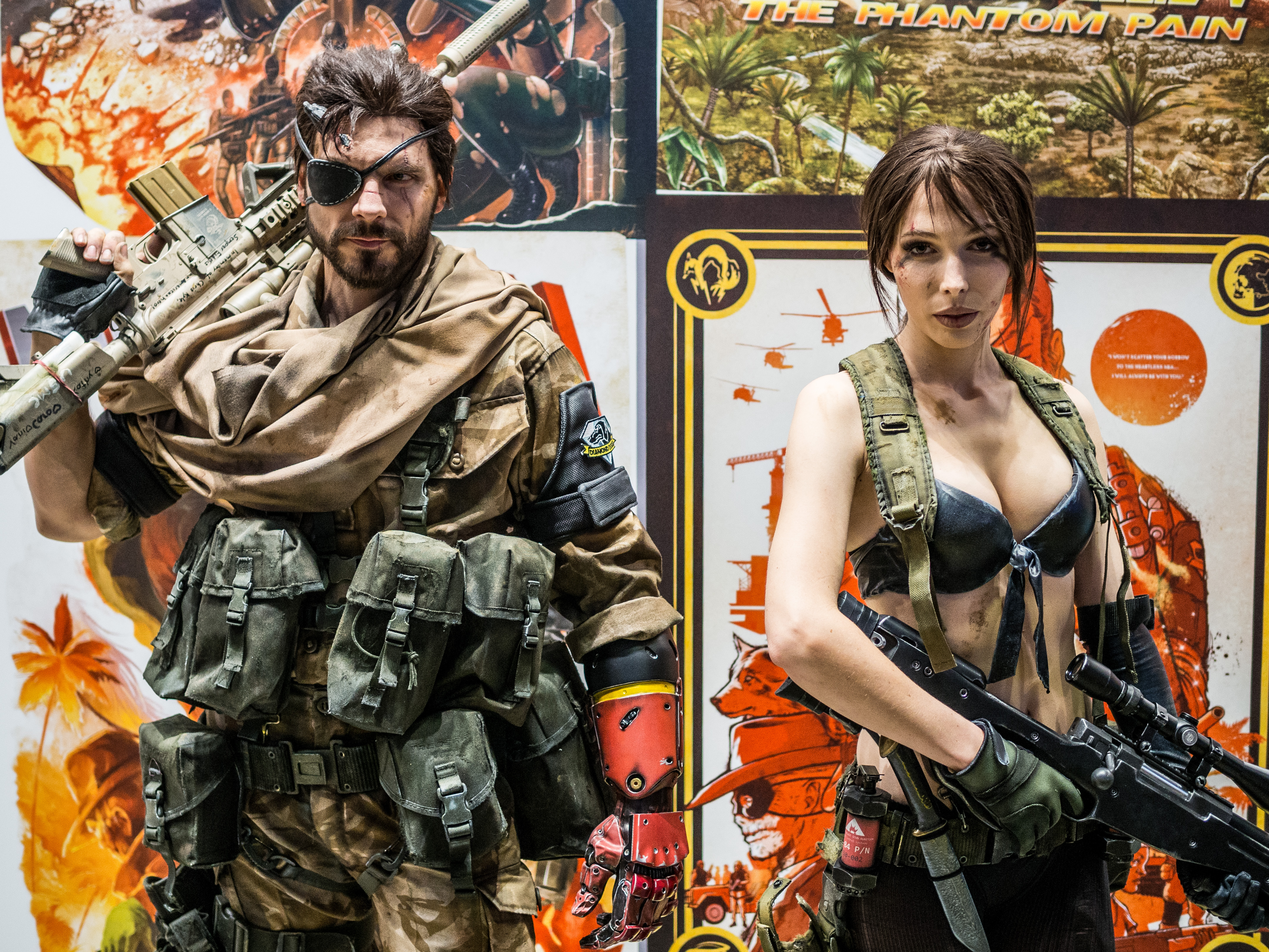
Attori promozionali di Venom Snake e Quiet al Gamescom 2015

Il gioco si apre ad Outer Heaven, la nazione paramilitare creata da Big Boss, in un futuro imprecisato, mentre in sottofondo una battaglia infuria. Poi la storia torna al presente, con Big Boss in ospedale.
Nove anni dopo gli eventi di Ground Zeroes, Big Boss si risveglia dal coma in un ospedale di Cipro, ascoltando The Man Who Sold the World. A sorvegliarlo è un dottore, Evangelos Constantinou, che gli mostra una radiografia completa del suo corpo in cui al suo interno sono stati trovati 108 frammenti di varia natura (da pezzi metallici a frammenti di ossa e denti umani) infiltratisi in seguito all'incidente. Alcuni pezzi di metallo sono presenti anche vicino al cuore e nel cervello e gli hanno provocato diversi danni. Il suo braccio sinistro è stato amputato, cosa che manda Big Boss in shock. Diverse settimane dopo l'ospedale viene attaccato dall'unità XOF, ufficialmente "un'unità anti-terroristica" controllata da un individuo, "Cipher/Zero", che irrompe nella struttura e stermina lo staff medico. Un'agente della XOF riesce quasi ad eliminare Big Boss, che viene però salvato dall'intervento di Ishmael, un uomo dal volto bendato che afferma di aver vegliato su di lui durante i suoi nove anni di coma. Nella confusione Snake incontra anche un ragazzino dall'aria molto familiare che controlla un uomo di fuoco. Intanto i due fuggono dall'ospedale servendosi di un'ambulanza, ma la loro fuga si interrompe quando il veicolo si ribalta a causa di un'esplosione. Snake, risvegliatosi dall'impatto violento, si libera dal veicolo, ma Ishmael è sparito; in quell'istante incontra Revolver Ocelot, ora conosciuto anche come Shalashaska. I due ex-nemici fuggono a cavallo, inseguiti dall'Uomo di Fuoco in sella ad un cavallo in fiamme. Dopo essersi salvati, Ocelot rivela che è stato Kaz, vicario di Big Boss, a mandarlo lì e lo informa che ora è prigioniero in Afghanistan.

### Capitolo I: La Vendetta
Dalle cassette si scopre che uno dei pezzi di metallo conficcati nel cranio di Snake fa pressione sul suo lobo frontale, provocandogli allucinazioni audio-visive che gli fanno dubitare della sua totale lucidità. Ocelot sostiene che il mondo si è riempito di forze militari private ispirate dai Militaires Sans Frontières, ormai ridotti ad un piccolo gruppo situato in una base poco fornita nel bel mezzo delle Seychelles, la nuova Mother Base. Inoltre scopre che la vecchia Mother Base venne attaccata con la probabile complicità di Huey.
Snake parte per salvare Kaz, prigioniero in un villaggio controllato dai sovietici. Porta in salvo l'amico e scopre che ha perso il braccio destro e la gamba sinistra. Ormai disillusi e desiderosi di vendetta, Snake e Kaz fondano un nuovo esercito, i Diamond Dogs, che non seguirà nessun ideale. Proseguendo con gli incarichi, Snake si imbatte, durante una missione di salvataggio, nell'Unità Nebbia, la stessa che lo aveva attaccato mentre salvava Kaz. Durante il recupero di un'arma, l'Honey Bee, si scatena una tempesta di sabbia e Big Boss viene afferrato da un oggetto bipede metallico controllato da Skull Face, ma riesce a salvarsi. Nel mentre, inizia a spargersi la voce di un cecchino, Quiet, che neutralizza chiunque passi per il deserto, con Big Boss come presunto bersaglio designato. Intanto, Kaz riceve una richiesta d'aiuto da un certo Emmerich, che sembra voler disertare e per questo chiede aiuto ai Diamond Dogs. Egli si rivela essere Huey e Kaz manda Snake a recuperarlo così da poterlo interrogare. Arrivato sul posto, Snake scopre che Huey lavora per Skull Face e che quest'ultimo si è servito di Huey per creare un nuovo tipo di Metal Gear, il Sahelanthropus, che è il primo nel suo genere in grado di sostenersi su due gambe. Huey viene raggiunto da Snake nel suo laboratorio, dove è custodita l'IA di The Boss. Preso Huey, i due fuggono dall'eliporto servendosi di un Walker Gear, ma vengono inseguiti dal Sahelanthropus. Snake riesce ad eludere l'arma bipede e fugge verso la base.
Huey viene interrogato brutalmente da Ocelot. Lo scienziato nega il suo coinvolgimento con l'attacco alla Mother Base di nove anni prima e si difende dicendo che Skull Face lo fece rapire per lavorare al progetto. Rivela che la necessità di costruire un Metal Gear in posizione eretta veniva dal fatto che l'Afghanistan aveva un terreno particolare e che in questo modo sarebbe stato più efficace, permettendo ai sovietici di vincere nel giro di poco tempo. Scoprono inoltre che in Africa Skull Face stava costruendo qualcosa in grado di superare persino il potere del Metal Gear. Ocelot inizia dunque a supporre che Zero non sia coinvolto con l'attacco alla Mother Base essendo a quei tempi già ammalato e che quindi il vero nemico sia Skull Face. Lo scienziato continua inoltre a respingere le accuse di Ocelot dicendo che aveva accettato l'ispezione nucleare dell'ONU per dimostrare al mondo che il loro corpo militare non rappresentava alcuna minaccia.
Perlustrando un antico sito, Snake si imbatte nel famigerato cecchino Quiet, che si scopre essere una donna. Nonostante le grandi capacità di Quiet, Big Boss riesce a neutralizzarla e decide, su consiglio di Ocelot, di portarla alla Mother Base (in alternativa si può seguire il consiglio di Kaz e ucciderla, ma ciò influirà pesantemente sulla trama). Durante il viaggio di ritorno, la donna fugge, e poco dopo l'elicottero viene attaccato da un caccia nemico. A salvarli è proprio Quiet, che non era fuggita, ma si era solo resa impercettibile, prendendo il suo fucile e colpendo il pilota del caccia alla testa a oltre seicento metri di distanza. Arrivati alla base, i soldati mal vedono la presenza della donna e lo stesso Kaz ordina di spararle, ma Snake dà l'ordine di non attaccarla, garantendo inoltre che prenderà personalmente eventuali provvedimenti in caso la situazione fosse peggiorata. Pur destando molti sospetti, Quiet è reputata da Ocelot come fondamentalmente affidabile. Huey, intanto, inizia a sospettare che il progetto che Cipher sta sviluppando in Africa abbia a che fare con la clonazione, e che la dottoressa Clark, che anni prima aveva assistito Snake sotto lo pseudonimo di Paramedic, vi sia coinvolta. Snake considera tuttavia l'idea assurda.
Kaz accetta una missione in Africa per conto di un filantropo. La missione è disattivare una pompa di petrolio che sta inquinando gravemente le acque circostanti, ma il vero motivo per cui accetta l'incarico è che Cipher sembra essere coinvolto in qualche modo nella faccenda. Snake si dirige verso l'obiettivo, passando per un piccolo villaggio dove vengono addestrati dei bambini soldato. Snake scopre che gli eserciti privati della zona sono muniti di Walker Gear, dei sofisticati armamenti che si scopre essere utilizzati da molti gruppi militari privati sparsi per il mondo. Kaz comprende che a trafficare queste armi è Skull Face e quindi ordina a Snake di distruggere alcuni Walker Gear in modo da poter spiare le comunicazioni tra gli eserciti e i loro fornitori di attrezzature. Egli indaga su una spedizione di Walker Gear spacciata per un trasporto di risorse minerarie, sorvegliato questa volta dall'unità Corazza dei Teschi, confermando il coinvolgimento di Skull Face. Snake scopre inoltre che qualcuno sta sperimentando una sorta di virus da impiegare in una guerra batteriologica e che il capro espiatorio sono i Diamond Dogs.
I Diamond Dogs ricevono un nuovo lavoro: eliminare soldati ribelli in possesso di informazioni tenuti prigionieri in una miniera di diamanti. Una volta infiltratosi, Snake raggiunge i bersagli: scopre che questi sono dei bambini e per paura di essere uccisi offrono a Snake dei diamanti. Kaz non si fa scrupoli e si prepara a registrare l'audio di Big Boss che elimina i bersagli per inviarlo al cliente, ma Snake finge la loro morte e li porta alla base, con disappunto di Kaz. Huey invita Boss, Kaz ed Ocelot nel laboratorio di ricerca per comunicargli che ha dato inizio ad un nuovo progetto: il Battle Gear, così da poter disporre anche loro di un armamento proprio. I bambini salvati nella miniera chiedono a Snake di salvare un loro compagno, tenuto prigioniero in un luogo pericoloso chiamato Nzo ya Badiabulu, la "Casa del Diavolo". Snake acconsente e giunto sul luogo scopre un laboratorio di ricerca con decine di cavie. Gli abitanti della zona sono afflitti dal parassita, tra cui il compagno dei bambini. Snake nota anche che vi è una piccola apertura nella gola delle cavie con dentro infilato un auricolare che trasmette in loop varie trasmissioni radio. Qui incontra Skull Face, che fa bruciare il capannone dall'Uomo di Fuoco.
Dopo essere riuscito a fermarlo, Snake torna alla base e continua ad indagare sull'infezione insieme a Kaz, mentre la situazione tra Quiet e i membri della Mother Base si fa sempre più tesa. Analizzate le registrazioni, Kaz scopre che nelle trasmissioni fatte "ascoltare" alle cavie c'erano varie pubblicità o notiziari in tutte le lingue del mondo, tranne che in inglese. Snake scopre che un gruppo di bambini soldato si è dato al saccheggio, capitanato da un bambino chiamato White Mamba. Catturato White Mamba, il cui vero nome è Eli, lo porta con sé alla Mother Base. Kaz sospetta che sia il figlio di Big Boss e ne confronterà un campione genetico appena possibile. Alcuni Diamond Dogs, intanto, iniziano a mostrare i sintomi tipici della malattia. L'epidemia si sviluppa molto rapidamente e Kaz fa allestire una struttura di quarantena. Kaz scopre che l'unico uomo in grado di aiutarli è un vecchio scienziato di nome Code Talker, che si trova in una villa nella giungla e incarica Snake di trovarlo. Una volta confermata la presenza sul territorio di Skull Face e sconfitta l'Unità Teschio che presidia la zona, Snake si infiltra nella villa e incontra Code Talker. Egli è l'ideatore del virus, studiato per attaccare le persone che parlano lingue escluso l'inglese per adempiere all'obiettivo di Cipher di effettuare una pulizia etnica e unire il mondo sotto un'unica lingua. Il virus è stato introdotto sulla base dai bambini, che avendo corde vocali non ancora ben sviluppate, ne sono portatori sani. Code Talker rivela inoltre che Skull Face intende avere il monopolio delle bombe atomiche e fornirle a tutte le nazioni, ma allo stesso tempo controllarle, così da vendere loro i Metal Gear.
Ocelot, Kaz e Snake interrogano di nuovo Huey per farsi dire dove trovare il nuovo Metal Gear. Rivelata la posizione, Snake si infiltra in un'enorme base controllata dall'Unità XOF chiamata OKB Zero. Qui Skull Face gli parla del suo vero piano: usare il virus per distruggere la lingua inglese e creare un mondo senza lingua franca. Mentre si trovano davanti il Sahelanthropus, Skull Face ordina all'Uomo di Fuoco di attaccare Snake, che però viene "ucciso" dal Metal Gear controllato dal "ragazzo fluttuante", che sembra volersi ribellare all'uomo. Snake abbatte il Metal Gear e finalmente, insieme a Kaz, si vendicano su Skull Face, mutilandolo a colpi di fucile, togliendogli gli stessi arti che Kaz aveva perso, ma non lo uccidono. Sarà infatti Huey a finirlo. Tornati alla base col Metal Gear, è evidente che il ragazzo fluttuante ha una certa influenza su Eli, al quale consegna l'unica fiala del virus "ceppo-inglese" rimasta per poi sparire.

### Capitolo II: La Razza
Kaz scopre che Quiet stessa è infetta. La donna viene torturata pesantemente, ma resta in silenzio, quindi Ocelot e Snake sospettano che mantenga il suo silenzio proprio per non far diffondere il parassita e la fanno rilasciare. Rimasta sola con Code Talker, l'uomo comunica con lei in navajo, chiedendole se riesce a capirlo, e lei risponde di sì. Quiet rivela che Skull Face le ha iniettato il ceppo e che ha ucciso il dottore e l'infermiera che vegliavano su Big Boss. Snake viene mandato a recuperare un rullino fotografico contenente informazioni sul ragazzo fluttuante, alias Tretij Rebenok. Scopre che il ragazzo può "vedere" una sorta di campo generato da sentimenti come la vendetta e che può trarne forza; infatti il risveglio di Big Boss venne percepito subito da lui, come quello di Volgin, anch'egli tornato in vita per vendicarsi di Snake e quindi non un'allucinazione. Ocelot vuole ulteriori informazioni su Huey e manda Snake a recuperare il Pod IA nella base in Afghanistan dove era tenuto prigioniero. Una volta riportato alla base, vi trovano dentro il cadavere di Strangelove, che si scopre essere stata uccisa da Huey stesso, con cui ha avuto addirittura un figlio, Hal.
Eli pianifica un'insurrezione contro i Diamond Dogs, tanto da convincere i bambini salvati da Snake a fuggire. Minaccia che, semmai Snake li riporterà indietro, l'insurrezione avrà inizio. Salvati tutti i bambini, Ocelot interroga Eli, ma quest'ultimo, con l'aiuto di Tretij Rebenok, riesce a fuggire col Sahelanthropus e i bambini, prendendo in ostaggio un pilota che li porta via. Intanto Ocelot comunica a Big Boss di avere i risultati per il test paterno e che l'esito è negativo, quindi Eli non è suo figlio. Alla Mother Base intanto c'è una nuova infezione. Il virus si è evoluto e oltre a diffondersi più velocemente, controlla anche l'istinto dell'ospite, spingendolo a cercare luoghi all'aperto per farsi beccare dai corvi e trasmettere la piaga, questo forza Snake a uccidere i suoi compagni per impedire la propagazione dell'infezione. Indagando sul perché l'infezione si sia evoluta, scoprono che è a causa di Huey: lo scienziato ha esposto alcuni membri dello staff a radiazioni di raggi beta più alto del solito che hanno spinto i parassiti ad evolversi, nonostante incapaci di riprodursi dopo il vaccino. I Diamond Dogs sono furiosi: Huey viene processato e ritenuto colpevole, quindi Kaz dichiara la sua condanna a morte, ma Big Boss non è d'accordo e decide di esiliare Huey lasciandolo in mare con delle scorte ed un gommone.
Tempo dopo Big Boss viene informato della sparizione di Quiet: la ragazza è scappata in Afghanistan, dove è tenuta prigioniera dai sovietici che vogliono vendicarsi per i compagni morti. Snake raggiunge il luogo in cui è tenuta prigioniera e assiste ad un violento scontro tra Quiet ed i soldati sovietici, che vengono brutalmente massacrati dalla donna, la quale era stata resa "inoffensiva" a causa di una tuta da prigioniera che le copriva interamente il corpo, impedendole di respirare (Quiet non aveva polmoni e respirava attraverso la pelle, in una sorta di fotosintesi, grazie ai parassiti che le erano stati iniettati in seguito alla totale ustione del proprio corpo avvenuta durante l'attacco a Snake nell'ospedale di Cipro). La ragazza riesce a riacquistare i propri poteri nel momento in cui uno dei soldati la immerge in un cassonetto pieno d'acqua e così, potendo di nuovo respirare, Quiet riesce a difendersi e a neutralizzare (in modo brutale) i propri nemici. Insieme a Snake, riesce a sconfiggere la prima orda di nemici, ma Quiet viene ferita gravemente da un colpo di cannone, e i due compagni vengono attaccati da un contingente di veicoli corazzati. Dopo averli sconfitti, sfruttando una tempesta di sabbia, Snake porta Quiet fuori. Mentre sono appostati dietro una roccia, un serpente morde Snake al braccio e quest'ultimo sviene. Quiet si risveglia e tenta di comunicare con Pequod in lingua navajo, ma il pilota non comprende e le chiede di parlare in inglese. Quiet esita per paura di rilasciare il parassita, ma quando Pequod sta per ritirarsi in quanto non riesce ad avvistarli, la ragazza guida il pilota verso la sua posizione parlandogli in inglese. Al suo risveglio, Snake trova i suoi uomini pronti a portarlo via, ma non Quiet. Snake tuttavia ne rileva le impronte nella sabbia e le segue fino a un nastro registrato dalla stessa assassina; in esso ella le rivela i sentimenti che ha provato per lui, prima di sparire per sempre nel deserto.

### Verità: The Man Who Sold The World
La storia del gioco ritorna al prologo in ospedale. Dei medici tentano di rianimare Big Boss, mentre Kaz chiede delle condizioni di una terza persona, stesa sul lettino a fianco. Si scopre in seguito che questa persona è in realtà l'ufficiale medico (uno degli uomini più valorosi di Big Boss) che, durante gli avvenimenti di Ground Zeroes, tentò l'operazione chirurgica per estrarre un pacco bomba dal ventre di Paz Ortega Andrade. Nel momento in cui Paz rivelò di avere una seconda bomba al suo interno, lei si gettò dall'elicottero nel tentativo di salvare l'elicottero e l'equipaggio, tuttavia l'esplosione danneggiò gravemente l'elicottero e scagliò detriti in ogni direzione. Il medico, nel tentativo disperato di salvare Big Boss, si pose di fronte a lui, schermandolo dall'esplosione. In seguito a ciò, perse il braccio sinistro e venne colpito da una miriade di frammenti, tra cui uno shrapnel metallico, conficcatosi nella parte destra della fronte, perforando la corteccia cerebrale. Dopo il risveglio dal coma, successivo a quello di Big Boss, Il dottore aveva cambiato il suo volto con un'operazione chirurgica per farlo assomigliare in tutto e per tutto a Big Boss e Ocelot era a conoscenza della cosa. Si scopre inoltre che Ismhael, il paziente bendato che aiutò il falso Big Boss a fuggire, non era altri che Big Boss stesso, incaricato di vigilare su di lui e proteggerlo in modo da conservare il suo "fantasma" e portare avanti la sua leggenda da dietro le quinte. Dopo l'incidente dell'ambulanza, infatti, Ocelot recupera il vero Big Boss (lasciando il sosia svenuto) e gli fornisce una moto con cui fuggire. In seguito alla fuga, Big Boss fonderà Outer Heaven.
L'intero piano era stato organizzato da Cipher stesso, che durante le vicende di Ground Zeroes si trovava nel quartiere di Hell's Kitchen a Manhattan per proteggere il suo migliore amico. Cipher, ovvero il maggiore Zero, sembra non avere colpe nella distruzione della Mother Base, spiegando che altri suoi uomini se ne sono occupati senza che lui riuscisse a gestire la situazione. Si scopre inoltre che è stato Skull Face a far ammalare Zero: durante gli eventi di Ground Zeroes, Skull Face inviò a Zero una replica avvelenata di una spilla appartenente a The Boss, compiendo così la sua vendetta. Skull Face insisteva nel voler proseguire col progetto dei parassiti, ma Zero sosteneva che le prossime guerre si sarebbero combattute con la rete e non con le armi biologiche. Per organizzare il piano, quindi, Zero contattò Ocelot, che a sua volta si mise d'accordo con Kaz, arrivando addirittura a far visita al vero Big Boss in ospedale. Dopo l'incidente Venom Snake ebbe una sorta di vuoto, riempito da Ocelot con falsi ricordi, in modo che al suo risveglio credesse di essere Big Boss. Ovviamente Eli è il figlio di Big Boss e l'impronta genetica non era compatibile con lo Snake usato dal giocatore proprio perché Venom Snake controllabile in Metal Gear Solid V non è Big Boss, ma il medico coinvolto nell'incidente sull'elicottero.

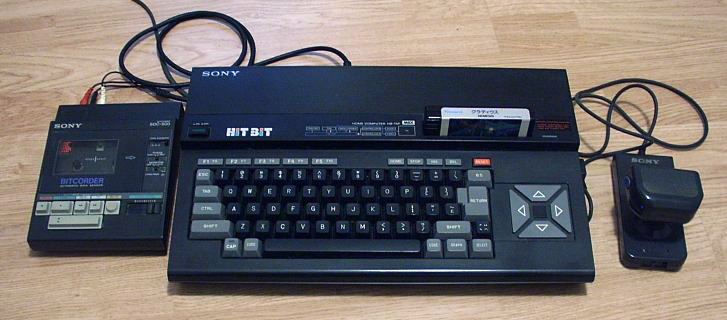
Un home computer Standard MSX Sony in accoppiata con un Bitcorder SDC-500, così come appaiono anche nel finale del gioco

La scena si sposta di nuovo ad Outer Heaven: il vero Boss rivela tutto ad Ahab tramite una cassetta intitolata "From The Man Who Sold The World", dicendogli che anche lui ha contribuito a creare una leggenda e che entrambi sono Big Boss. Ahab poi volta il lato della cassetta, dove vi è la dicitura "Operation Intrude N313" (l'operazione militare nel primo Metal Gear), e la inserisce nel registratore a nastro Sony Bitcorder SDC-500 che inizia a decodificare il messaggio arrivato dal vero Big Boss e a fianco al registratore, collegato ad esso, vi è un home computer Standard MSX (sistema sulla quale girava il primo Metal Gear); il messaggio è quasi profetico: l'Operazione Intrusione N313 sta per iniziare, Solid Snake sta per arrivare ad Outer Heaven e Venom dovrà fermarlo.
Il dialogo finale, tipico di ogni episodio di Metal Gear, vede Kaz e Ocelot parlare del futuro. Ocelot spiega che tutta la farsa è un'idea di Big Boss, e di come il suo "fantasma" dovrà diventare grande e potente per distrarre il mondo, mentre lui preparerà la vera nazione di Outer Heaven. Inoltre spiega che i due diventeranno un giorno nemici poiché passeranno rispettivamente dalla parte di uno dei figli di Big Boss; Kaz, ovvero Master Miller, diventerà infatti il mentore di Solid Snake, e Ocelot quello di Liquid Snake. Kaz, amareggiato e dispiaciuto dalla scelta di Big Boss, conferma tuttavia di essere d'accordo con lui e accetta, decidendo di volersi vendicare di Big Boss per averlo tradito.

## Personaggi principali

### Punished "Venom" Snake
È il personaggio principale del gioco, chiamato anche "Big Boss" o "Boss", tuttavia col procedere del gioco si scopre non essere lo stesso protagonista di Metal Gear Solid 3: Snake Eater, Metal Gear Solid: Peace Walker e Metal Gear Solid V: Ground Zeroes. Nel 1975, durante gli eventi di Ground Zeroes, fece parte della squadra che assistette il vero Big Boss nella ricerca di Chico e Paz. Quando fu distrutto il loro elicottero, si parò davanti a Big Boss per salvargli la vita. Particolare che lo contraddistingue è un vistoso pezzo di metallo nero conficcato sopra il suo occhio destro, che sembra il corno di un demone. Una volta ripresosi dal coma, Venom Snake insieme a Ocelot e Miller comanda i Diamond Dogs, nuova forza paramilitare simile ai Militaries Sans Frontierès di Peace Walker ma che adesso non seguono nessun ideale. In seguito diventa comandante in capo dello stato-fortezza di Outer Heaven, fondato dal vero Big Boss.

### Kazuhira "Kaz" Miller
Vicecomandante di Big Boss e suo fidato consigliere sin dagli eventi di Peace Walker, dove egli stesso ha svolto un ruolo cruciale, ha origini giapponesi e americane; è lui che gestisce la strategia operativa e gli affari alla Mother Base, oltre ad individuare traditori, spie e persone avverse al suo esercito. Nella missione a Camp Omega ha dato a Snake utili consigli via codec. Successivamente, durante l'assalto alla Mother Base dei Caraibi, ha tentato invano di fermare l'invasione nemica, uscendone al contrario profondamente ferito, sia nel corpo che nell'animo.

### Revolver "Shalashaska" Ocelot
Abile pistolero, riconduce Venom Snake sul campo di battaglia. Salvando Venom Snake e Big Boss dall'ospedale di Dhekelia sotto richiesta di Zero, fornisce al vero Big Boss una moto e una nuova identità per fuggire e far perdere le sue tracce. Successivamente, seguendo il piano di Big Boss, supporta Venom Snake e Miller per far credere al mondo che il suo fantasma sia l'unico e vero Mercenario Leggendario. Ricco di buoni consigli e di una lungimirante saggezza, sarà una delle spalle principali durante le missioni di Venom Snake. Egli affianca Snake e Miller nella gestione della nuova Mother Base, supportando Snake anche più di quanto faccia Miller. Gestisce la rete di spionaggio dei Diamond Dogs e si occupa degli interrogatori. Oltre a questo, fornisce supporto tattico via radio insieme a Miller durante le operazioni sul campo. Di origini russe, conosce Big Boss sin dai tempi di Snake Eater, quindi da più tempo di Miller.

### Huey Emmerich
Huey, in seguito all'attacco alla Mother Base, venne rapito dalla XOF per lavorare ad un progetto segreto, ovvero un nuovo Metal Gear, il Sahelanthropus, il primo che può sorreggersi su due piedi. Kaz sospetta che abbia accettato la falsa ispezione di proposito, in modo da aiutare la XOF a distruggere la base. Viene cercato da Kaz per 9 anni, finché una volta trovato viene mandato Snake a prenderlo per interrogarlo. Nonostante tutto, dirà di non essere colpevole, cercando di dimostrarlo più volte all'interno del gioco.

### Cipher/Zero
Vecchio amico di Big Boss, Cipher è considerato uno dei nemici principali. È lui a muovere le fila del mondo intero. Snake e Kaz aizzeranno una vera e propria guerra contro Zero e la sua organizzazione, incolpato di aver distrutto la Mother Base. In realtà si scopre che ai tempi Zero era gravemente malato e che quindi il vero colpevole potrebbe essere Skull Face. Non si sa dove si trovi, anche se Skull Face riesce a scoprirlo alla fine di Ground Zeroes grazie a Paz.

### Skull Face
Skull Face è a capo della XOF, un'unità anti-terrorismo di Cipher. Probabilmente di origini ungheresi, venne terribilmente sfigurato in seguito ad un attacco ai danni del suo villaggio ordinato da Zero. Fu l'unico a sopravvivere all'interno della fabbrica che andò a fuoco e venne in seguito torturato dai soldati. Non è risaputo quale sia la sua vera identità, né se sia già apparso in passato e non è ancora chiaro del perché voglia uccidere Big Boss. Ha una visione delle cose filosofica, come ad esempio il suo discorso su "un mondo senza lingua franca in cui tutti sono liberi".

### Quiet
Una cecchina apparentemente muta, che aiuta Snake e i Diamond Dogs, nonostante questi ultimi inizialmente siano contrari alla sua presenza nella base. La sua mira infallibile deriva dal fatto che ha una percezione dell'ambiente tridimensionale totalmente diversa da quella di un semplice essere umano, tanto da riuscire a far passare un proiettile attraverso lo spazio tra una pala e l'altra dell'elica di un elicottero in movimento. Una sua caratteristica è che non ha bisogno di uno spotter, dato che, mentre mira con un occhio, con l'altro può osservare l'ambiente circostante, come The End. Non ha bisogno di nutrirsi, ma solo di assorbire acqua. Ocelot spiega a Boss che utilizza lo stesso processo alla base della fotosintesi. Ogni suo fucile ha un nome particolare, come ad esempio "Perversa".

### Eli
Eli, soprannominato "White Mamba", è un bambino soldato con un carattere irrequieto che si scontra con Snake, il quale tuttavia lo accoglie alla Mother Base. Per via dell'aspetto e dell'età, ma soprattutto delle sue eccezionali abilità di combattimento, Miller e Ocelot sospettano che sia figlio di Big Boss. Pieno di odio verso gli adulti, guiderà il Sahelanthropus contro Snake, entrando in simbiosi con il "Terzo ragazzo", e poi fuggirà dalla Mother Base a bordo del Sahelanthropus portando con sé gli altri bambini e gridando: "Non sono come te! Addio, padre. Non mi servi più".

### Tretij Rebenok

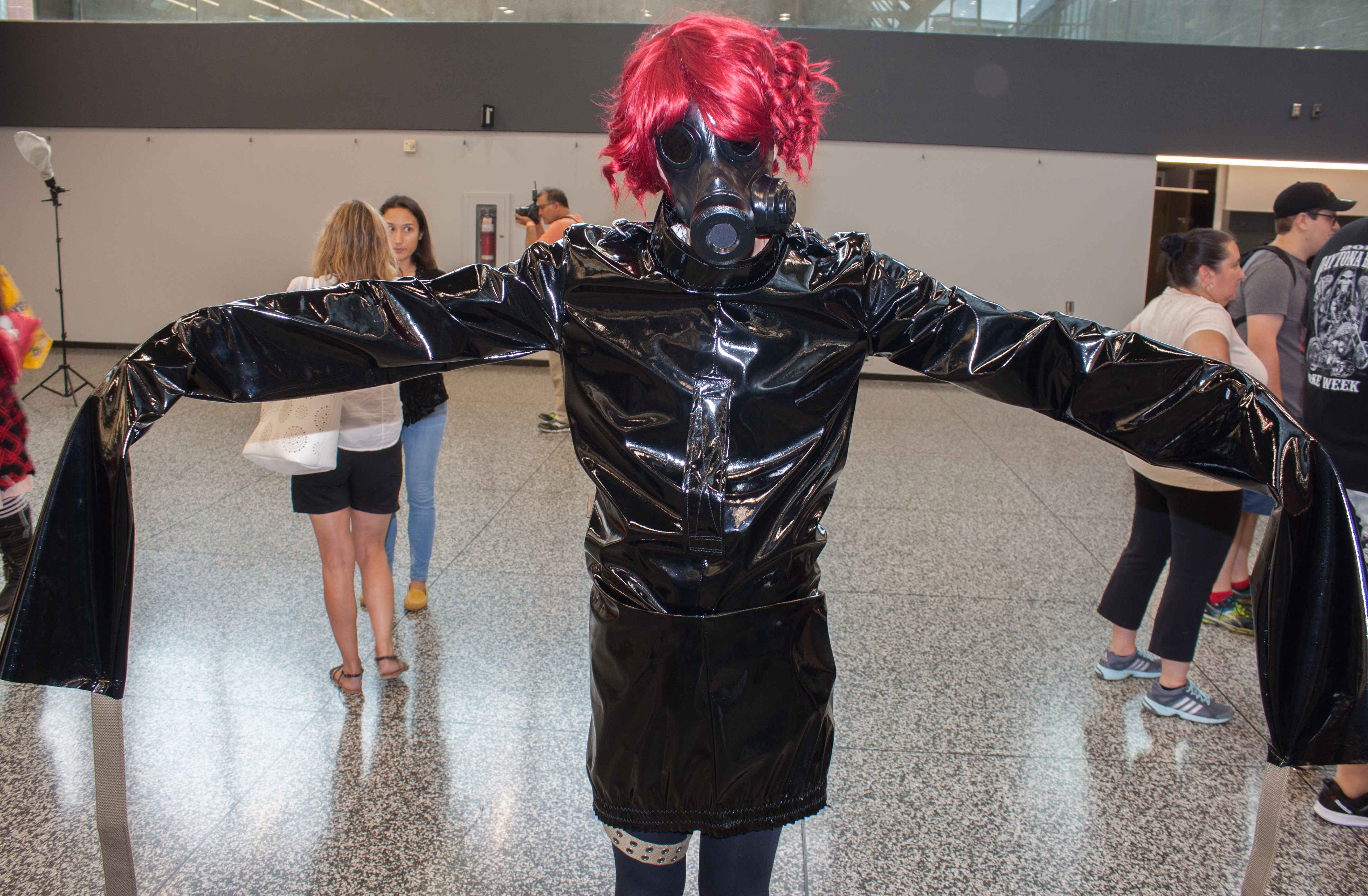
Cosplayer di Tretij Rebenok

Tretij Rebenok è un ragazzo dotato di poteri paranormali che è stato sottoposto a studi ed esperimenti da parte dei sovietici, i quali lo chiamano "Terzo ragazzo". La sua mente può essere facilmente influenzata dai pensieri delle altre persone, perciò il ragazzo ha sempre indossato una maschera antigas nel tentativo rudimentale e ingenuo di isolare la propria psiche. Durante un volo verso Mosca, però, Tretij è passato vicino all'ospedale in cui era ricoverato Venom Snake proprio nel momento del suo risveglio, e l'intensa volontà di vendetta di Snake ha risvegliato i poteri sopiti del ragazzo. Tretij è infatti in grado di captare emozioni, desideri e pensieri di una persona, specialmente quelli malvagi come rabbia e vendetta, e di amplificarli al punto da renderli capaci di influenzare il mondo fisico, dando luogo così a fenomeni paranormali come la psicocinesi. Durante questo processo non è il ragazzo ad avere il controllo di tali poteri, ma la persona di cui egli ha captato i pensieri, perciò le sue azioni sono dettate dalla volontà di tale persona, i cui desideri si materializzano proprio grazie ai poteri di Tretij.
Quando è stato portato nel laboratorio in cui si trovava Volgin in coma, Tretij ha captato il suo desiderio di vendetta, consentendogli quindi di tornare in vita e donandogli quegli speciali poteri. Il ragazzo è successivamente entrato in contatto con Skull Face, la cui rabbia gli ha permesso di controllare sia il Sahelanthropus, sia lo stesso Volgin. Infine, Tretij ha assecondato i desideri di Eli, che si sono rivelati più intensi di quelli di Volgin e Skull Face: per questo sono stati schiacciati dal Sahelanthropus, il quale era guidato dalla volontà di Eli tramite i poteri di Tretij.

### Paz
Paz appare a Snake in una stanza della piattaforma medica della Mother Base, ha una cicatrice a forma di V sulla pancia e crede di essere nel 1974, nel periodo di Peace Walker, a causa di una sorta di amnesia. Dopo averle mostrato una serie di foto ricordo (trovate recuperando i dieci "soldati vaganti della Mother Base") e dopo aver trovato la foto di una farfalla fuori dalla stanza, Snake assiste sconcertato alla scena di Paz che estrae dalle proprie viscere una bomba, ma poco dopo egli capisce che tutto ciò non è reale e che la presenza di Paz alla Mother Base era un'illusione.

### Code Talker
Scienziato che Snake porta in salvo dalla villa in cui era tenuto prigioniero. È lui il creatore del parassita responsabile dell'epidemia alla Mother Base, ma è anche colui che aiuta Snake a trovare una cura.

### Ishmael
Uomo dal volto bendato, è Big Boss che aiuta Venom Snake a fuggire dall'ospedale. Al risveglio gli rivela di aver vigilato su di lui per nove anni. Sparisce grazie all'aiuto di Ocelot che gli fornisce una moto per nascondersi dal mondo e cominciare a costruire Outer Heaven.

## Cast
| Personaggio            | Doppiatore                                  | Doppiatore       | Motion Actor                                              |
| Personaggio            | Inglese                                     | Giapponese       | Motion Actor                                              |
| ---------------------- | ------------------------------------------- | ---------------- | --------------------------------------------------------- |
| Snake                  | Kiefer Sutherland                           | Akio Ōtsuka      | Erik Brown Rudy McCollum (Prologo: Risveglio)             |
| Kazuhira Miller        | Robin Atkin Downes                          | Tomokazu Sugita  | Eric Bossick                                              |
| Ocelot                 | Troy Baker                                  | Satoshi Mikami   | Matthew Carlsen                                           |
| Quiet                  | Stefanie Joosten                            | Stefanie Joosten | Stefanie Joosten                                          |
| Skull Face             | James Horan                                 | Takaya Hashi     | Blake Crawford                                            |
| Eli                    | Piers Stubbs                                | Yūtarō Honjō     | Vincent Giry                                              |
| Code Talker            | Jay Tavare                                  | Osamu Saka       | Blake Crawford                                            |
| Huey Emmerich          | Christopher Randolph                        | Hideyuki Tanaka  | Sebastien Le Floch                                        |
| Man on Fire            | Dave Fouqette                               | Dave Fouqette    | Rene Verburg                                              |
| Tretij Rebenok         | N/A                                         | N/A              | Clayton Martin                                            |
| Paz                    | Tara Strong                                 | Nana Mizuki      | Savannah Daniels                                          |
| Zero                   | Time Winters                                | Banjō Ginga      | N/A                                                       |
| Ishmael                | Kiefer Sutherland                           | Akio Ōtsuka      | Erik Brown                                                |
| Evangelos Constantinou | Christos Vasilopoulos                       | Hōchū Ōtsuka     | Ian Moore                                                 |
| Alexandra Pikrammenos  | Joanna Kalafatis                            | N/A              | Emma Howard                                               |
| Hideo                  | Hideo Kojima                                | Hideo Kojima     | Hideo Kojima                                              |
| iDroid                 | Donna Burke                                 | Donna Burke      | N/A                                                       |
| IA Pod                 | Lori Alan                                   | Kikuko Inoue     | N/A                                                       |
| Strangelove            | Vanessa Marshall                            | Yumi Kikuchi     | N/A                                                       |
| Bambini                | Dani Dare Daniel Ajike Sonari Jo Tyler Todd | N/A              | Cole Napierski Takuma Warren Clayton Martin Julius Aikins |
| D-Dog                  | N/A                                         | N/A              | Mac Crowd                                                 |

## Modalità di gioco
The Phantom Pain include tutti gli elementi innovativi introdotti in Ground Zeroes, come la salute auto-rigenerante, lo spray per curare le ferite gravi, la possibilità di marcare i nemici per vederli anche quando si trovano dietro un ostacolo, e la modalità Riflesso, che si attiva quando si viene scoperti da un nemico e, rallentando il tempo per pochi secondi, offre la possibilità di eliminarlo prima che dia l'allarme. Un elemento inedito è invece il cappello da pollo, che permette di essere individuati dai nemici per tre volte nella stessa missione, senza che questo faccia scattare l'allarme. Un'altra novità riguarda l'intelligenza artificiale dei nemici, i quali si adattano allo stile del giocatore prendendo delle contromisure alle sue azioni: per esempio, se si ha la tendenza a sparare alla testa dei soldati, essi indosseranno elmetti rinforzati; se invece si adotta uno stile "sparatutto", essi si doteranno di tute rinforzate e armi pesanti. Questo fatto obbliga il giocatore a cambiare spesso lo stile d'infiltrazione, oppure a sviluppare armi più avanzate. Dopo l'assenza nel prologo, fanno ritorno le classiche scatole di cartone, la possibilità di fare rumore per attirare i nemici e gli scontri con i boss. Quest'ultimi possono essere affrontati a fine o a metà missione, oppure non essere affrontati affatto: tutto dipende dalle scelte del giocatore.

### Struttura open world
Il vero quinto capitolo della serie ha un'enorme struttura open world basata su due mappe liberamente esplorabili, Afghanistan e Africa, costituite da varie location, che spaziano da città distrutte dai bombardamenti a villaggi abbandonati, da antiche rovine ad avamposti e basi presidiati dai nemici, il tutto intervallato da deserti, steppe, giungle, canyon e fiumi. L'insieme di tutte le aree esplorabili è grande 200 volte più di Camp Omega. Data la vastità delle mappe, per spostarsi velocemente da un luogo all'altro si possono usare veicoli, scegliendo tra vari tipi di jeep, camion, veicoli corazzati e carri armati; si può inoltre usare il cavallo D-Horse e il Walker Gear, oppure chiamare l'elicottero.

### Ciclo giorno-notte
A differenza del prologo, sono presenti condizioni atmosferiche variabili dinamicamente (per esempio in Afghanistan è possibile imbattersi in tempeste di sabbia e in Africa nella pioggia) e il ciclo giorno-notte in cui 24 ore di gioco corrispondono a circa sei ore reali. Si può accelerare il tempo fumando il sigaro elettronico. Queste caratteristiche influiscono sul metodo d'infiltrazione: se da un lato un'improvvisa tempesta di sabbia potrebbe rovinare anche i piani migliori, dall'altro può essere sfruttata a proprio vantaggio, in quanto riduce drasticamente la vista dei nemici. Allo stesso modo, è importante decidere quando infiltrarsi in una base: di giorno è più rischioso perché i nemici sono più numerosi e hanno una visibilità maggiore, mentre di notte ci sono meno pattuglie (in quanto alcuni soldati vanno a dormire) e il loro campo visivo è minore, ma lo stesso vale per noi. Ciò suggerisce una possibile tattica: perlustrare di giorno l'area circostante per recuperare informazioni sull'obiettivo, e poi raggiungerlo di notte.

### Spalle
Una delle tante novità di questo capitolo è la possibilità di utilizzare e potenziare le "spalle", ovvero dei compagni che si possono portare con noi in missione. Le spalle selezionabili sono:
- D-Horse: un cavallo che ricorda molto quello di The Boss. D-Horse è utile per spostarsi velocemente lungo l'area di gioco[18] e permette anche di trasportare una seconda persona[13]. Quando si cavalca D-Horse, le armi possono essere utilizzate come quando si è a piedi, e inoltre si può far posizionare Snake su un fianco per nasconderlo alla vista dei nemici[14].
- D-Dog: un cane simile ad un lupo. Viene portato alla base da cucciolo, ma Ocelot si occuperà di addestrarlo così da mandarlo sul campo con Snake. D-Dog è in grado di individuare la posizione di nemici, veicoli, armi, oggetti, piante e animali selvatici[13]; può inoltre essere dotato di una particolare corazza tattica o da combattimento che lo rende indispensabile sia nelle fasi furtive che in quelle di assalto.
- Quiet: una cecchina dalla mira infallibile, utile nelle perlustrazioni delle basi e nell'assistenza per azioni furtive e non.
- D-Walker: un Walker Gear (ossia un Metal Gear in miniatura) costruito da Huey. Può essere personalizzato in vari modi[18], anche con armi non letali.

Inizialmente è disponibile solo D-Horse, mentre le altre spalle possono essere sbloccate (in base alle scelte del giocatore) progredendo nel gioco. In missione si può portare una sola spalla, ma è possibile farle cambiare equipaggiamento oppure sostituirla con un'altra. I compagni possono eseguire determinate azioni su richiesta del giocatore, le quali variano anche a seconda del loro equipaggiamento; nuovi comandi da impartire diventano disponibili dopo aver raggiunto un adeguato livello di affinità. Inoltre i compagni possono essere feriti dai nemici e, quando stanno per morire, vengono portati automaticamente alla Mother Base tramite il recupero Fulton per essere curati.

### Missioni e gioco libero
In The Phantom Pain esistono due tipi di missioni: le missioni principali e quelle opzionali. Le prime sono articolate in diversi obiettivi da completare e in esse si svolge la storia del gioco, mentre le altre sono relativamente più semplici e non hanno una propria trama (eccetto alcune che sono classificate "importanti"). Se ci si trova a bordo del CCA (Centro di Comando Aereo, ossia l'elicottero), dopo aver selezionato una missione è possibile scegliere il personaggio con cui affrontarla (Snake o un membro dell'Unità di combattimento), il suo equipaggiamento e quello della spalla, un veicolo per spostarsi, l'ora e il luogo in cui iniziare la missione. Si può cominciare una missione anche quando ci si trova direttamente "sul campo": basta selezionarla e raggiungere uno dei punti d'inizio della missione. Il giocatore può affrontare le missioni nell'ordine che preferisce, e completandole ne sblocca altre.
Le missioni principali si svolgono in un'area circoscritta della mappa che, dopo aver completato gli obiettivi, deve essere abbandonata (via terra o chiamando l'elicottero) per concludere la missione. Se invece si esce dall'area designata prima di aver completato gli obiettivi, la missione viene annullata. Al termine di ogni missione vengono valutate le azioni del giocatore (come l'accuratezza, i danni subiti, il numero di colpi alla testa) e, in base al punteggio ottenuto, viene assegnato un grado di completamento. Proseguendo nel gioco, alcune missioni devono essere affrontate di nuovo ma con alcune "varianti" che le rendono più difficili da completare: in modalità Massima furtività la missione finisce appena si viene scoperti dal nemico; in Sopravvivenza non si può scegliere l'equipaggiamento da utilizzare (che deve quindi essere recuperato sul posto) e non si può contare sulla spalla, sulla modalità Riflesso, sul cappello da pollo e sul supporto aereo; infine, nelle missioni Estreme il livello di difficoltà è più alto e, fatta eccezione per l'equipaggiamento e la spalla, ci sono le stesse restrizioni della modalità Sopravvivenza.
I compiti da portare a termine nelle missioni secondarie sono di vario genere: recupero di progetti (essenziali per costruire nuove armi e oggetti), prigionieri o soldati altamente qualificati, distruzione di mezzi da combattimento, e altri ancora.
Quando non siamo impegnati in una missione, la struttura open world consente di spostarsi attraverso la mappa del gioco senza un obiettivo preciso: infatti, al contrario di Ground Zeroes, in cui bisognava sempre stare all'erta, sono ora presenti aree in cui i nemici sono pressoché assenti, permettendo quindi di abbassare la guardia. Il "tempo libero" può essere sfruttato per espandere la base: tramite il sistema di recupero Fulton (introdotto in Peace Walker) è possibile portare alla Mother Base di tutto: persone, animali, mortai, mitragliatrici, container e veicoli. Una percentuale indica il tasso di successo del recupero: non si può recuperare qualcosa se si trova all'interno di un edificio, in quanto il tetto ostacola il percorso, mentre condizioni atmosferiche sfavorevoli (come nuvole o pioggia) riducono la probabilità di riuscita. In base all'oggetto recuperato, l'utilizzo del Fulton comporta la spesa di più o meno GMP, ma sono molti i vantaggi che si ottengono: arruolando soldati si aumenta il livello delle unità; container e piante servono per ottenere materiali da usare per espandere la Mother Base e costruire (e usare) le armi e gli oggetti, oppure possono essere venduti per guadagnare GMP. Gli animali recuperati vengono portati nella piattaforma zoologica dove è possibile osservarli; nel gioco sono presenti i seguenti animali:
- Rana Toro Africana
- Civetta Africana
- Geco Africano dalla Coda Grassa
- Licaone
- Sciacallo
- Vespertilio di Bechstein
- Mamba Nero
- Cicogna Nera
- Volpe di Blandford
- Capra Boera
- Orso Bruno
- Caracal
- Capra Domestica
- Corvo Comune
- Scorpione
- Scorpione Imperatore
- Riccio Africano Pigmeo
- Criceto Dorato
- Zebra di Grant
- Lupo Grigio
- Grifone
- Orso Bruno Himalayano
- Tasso del Miele
- Ibis
- Pecora di Karakul
- Avvoltoio Orecchiuto
- Geco Leopardo
- Tartaruga Leopardo
- Riccio dalle Orecchie Lunghe
- Mangusta di Palude
- Aquila Marziale
- Camaleonte di Namaqua
- Stambecco della Nubia
- Okapi
- Serpente dei Ratti Orientale
- Cicogna Bianca
- Agama Comune
- Volpe Rossa
- Irace del Capo
- Tartaruga delle Steppe
- Gatto delle Sabbie
- Sciacallo Striato
- Pangolino Arboreo
- Bucero Trombettiere
- Tsuchinoko
- Asino Selvatico Asiatico

### Stile e struttura della narrazione
La struttura della trama è simile a quella di una serie TV: ogni episodio, ossia ogni missione principale, ha titoli di testa e di coda. I primi 31 episodi rappresentano la prima stagione, la conclusione di una trama portata avanti sin dall'inizio di Ground Zeroes. A differenza dei capitoli precedenti, in cui vi erano numerose e lunghe sequenze filmate, qui il numero e la durata dei filmati è minore e molte informazioni sono state relegate alle cassette da ascoltare a proprio piacimento, in modo da evitare "l'effetto Metal Gear Solid 4", che portò molte persone a criticare il gioco a causa dell'eccessiva durata delle cutscene. Le cassette contengono informazioni di vario genere, dal tipo storico (informazioni sul periodo e sulla situazione geopolitica del paese in cui ci troviamo) ai diari, dagli interrogatori agli approfondimenti su personaggi e storia.

### Mother Base
La Mother Base è liberamente esplorabile a piedi ed è piena di attività secondarie: per esempio, in giro per la base si possono trovare dei diamanti nascosti negli angoli più remoti che fanno guadagnare GMP, oppure ci si può esercitare con il tiro al bersaglio o assistere a delle conversazioni tra soldati che fanno riferimento ad eventi passati o attuali. Inizialmente la base è costituita dal solo centro di comando, ma proseguendo nel gioco è inevitabile espanderla aggiungendo nuove piattaforme: per spostarsi da una piattaforma all'altra diventa allora più comodo usare una jeep o l'elicottero; in alternativa ci si può posizionare con una scatola in una piazzola per essere caricati su un camion da uno dei soldati di Diamond Dogs ed essere scaricati a destinazione.
Man mano che la Mother Base cresce, si possono arruolare sempre più persone in modo da far aumentare i livelli delle unità e poter così sviluppare armi e oggetti sempre più avanzati. Le unità a cui assegnare i soldati reclutati sono: Unità di combattimento, sicurezza, ricerca, sviluppo base, supporto, spionaggio e medica. Ciascuna unità svolge funzioni specifiche: per esempio, l'Unità di sviluppo base si occupa del rifornimento automatico e del trattamento dei materiali, mentre l'Unità di spionaggio fornisce informazioni sulla posizione prevista dei nemici e sul meteo. Aumentando il livello di un'unità si migliora lo svolgimento delle sue funzioni (per esempio i materiali vengono trattati più in fretta) e se ne rendono disponibili di nuove. Ogni soldato ha un grado di idoneità per ciascuna unità e viene assegnato automaticamente all'unità più adatta a lui, ma è possibile riassegnare manualmente il personale. Alcuni soldati hanno anche abilità particolari: gli interpreti sono indispensabili per interrogare i nemici che parlano una lingua diversa, gli specialisti delle armi servono per lo sviluppo di armi sempre più potenti, i medici consentono di guarire più in fretta i soldati ricoverati in infermeria. Si deve inoltre tenere conto del morale del personale: se si visita spesso la base il morale dei soldati sarà alto ed essi diventeranno più efficienti, altrimenti il loro morale calerà. Il morale cala anche quando il saldo dei GMP va in rosso: in tal caso, i soldati inizieranno ad abbandonare i Diamond Dogs se non si riporta il GMP in attivo.
Tramite l'iDroid è possibile gestire la Mother Base: si può ordinare lo sviluppo di nuove armi o oggetti, cambiare il colore della base e personalizzare il logo dei Diamond Dogs e l'elicottero, scegliendone il motivo mimetico e le armi, come cannoni e mitragliatrici. Sono presenti molte più armi rispetto al prologo; esse (che rispetto ai precedenti capitoli non hanno nomi reali, ma fittizi) possono essere potenziate dalla squadra di ricerca (meccanica molto simile già vista in Peace Walker) e inoltre sono personalizzabili in modo più profondo rispetto ai capitoli precedenti: ad esempio si può scegliere di cambiare calibro, tipologia (da letale a non-letale), equipaggiarle con mirini, mirini laser, lanciagranate o fucili a pompa sotto-canna, cambiare l'impugnatura, il calcio e la parte anteriore a seconda degli utilizzi e del gusto estetico.

### FOB
Le FOB (Forward Operating Bases) sono altre piattaforme che consentono di espandere ulteriormente la Mother Base, aumentando il numero di risorse disponibili e di soldati arruolabili. Esse sono accessibili solo giocando online.
Si possono possedere quattro FOB in totale, di cui la prima gratuita e le altre acquistabili con la valuta virtuale del gioco. A differenza della Mother Base, le FOB possono essere attaccate dai giocatori in una vera e propria missione di infiltrazione, il cui scopo è quello di raggiungere il nucleo della base senza essere uccisi. Nel mentre, l'invasore può tentare di impadronirsi dei container delle risorse e/o delle sentinelle schierate sui ponti servendosi dei dispositivi fulton. Durante l'invasione sono presenti diversi sistemi difensivi attivi e passivi da tenere d'occhio, tra cui droni, telecamere, sensori, cancelli laser e mine antiuomo. I primi sono in grado di rilevare il giocatore e di far scattare immediatamente l'allerta generale, mentre i secondi lanciano un avviso alle sentinelle circostanti, che verranno a controllare il dispositivo che ha rilevato attività sospetta. Il numero di guardie e di dispositivi schierati può essere regolato dal menù delle impostazioni di sicurezza della propria base ed è possibile determinare manualmente anche i percorsi di pattuglia e la posizione di alcune telecamere e mine antiuomo, per creare trappole inaspettate ai rivali.
Tuttavia, la modalità non è incentrata solo sull'attacco: è possibile anche difendere la propria base o quella di un alleato che si sta supportando. Nel momento in cui un giocatore infiltrato sulla propria FOB o su quella di un alleato fa scattare l'allerta, uccide o estrae una sentinella, estrae un container oppure distrugge un dispositivo di sicurezza, lancerà una missione di emergenza sul proprio iDroid, con cui sarà possibile selezionare un loadout e schierarsi a difesa della FOB invasa. Come prima, l'obiettivo dell'invasore resta invariato, ma stavolta dovrà tenere conto anche del giocatore in difesa, il cui scopo è fermare l'infiltrazione uccidendo o estraendo il rivale invasore.
Un'altra componente importante della modalità FOB è quella dei wormholes di vendetta. Qualora, a seguito di un'invasione, la base abbia riportato danni considerevoli da parte del giocatore infiltrato e questo ha anche fatto scattare l'allerta generale, alla fine della missione si aprirà un wormhole nella base dell'invasore, che il giocatore attaccato potrà usare per vendicarsi ed eventualmente recuperare staff e materiali rubati. A seguito dell'invasione, inoltre, la base verrà temporaneamente bloccata e non potrà essere attaccata ulteriormente per un determinato periodo di tempo, a meno che il proprietario non esegua un'infiltrazione FOB, che comporterà la rimozione immediata del blocco.
Alcune FOB sono inoltre sede di armi nucleari (se i rispettivi proprietari ne hanno sviluppate o rubate), che compariranno sul ponte principale della piattaforma di comando all'interno di container con il caratteristico simbolo del trifoglio radioattivo. Le armi nucleari forniscono un enorme bonus di punteggio al livello di combattimento e difesa della base nelle battaglie virtuali della lega FP in quanto deterrenti, anche se non possono essere usate direttamente dai giocatori. Ogni FOB consente di alloggiare quattro bombe nucleari, per cui si possono possedere fino ad un massimo di sedici armi nucleari con quattro FOB. I giocatori possono accedere a queste FOB per tentare di rubarle; in questo caso però, il proprietario della base e i suoi alleati saranno allertati immediatamente dell'infiltrazione e potranno schierarsi in difesa, a prescindere dal fatto che l'invasore non abbia lasciato alcuna traccia del suo passaggio.
A seguito degli aggiornamenti del 1º agosto 2017 e del 24 luglio 2018, durante le missioni FOB è possibile schierarsi nei panni di Revolver Ocelot e di Quiet. Essi hanno alcune caratteristiche peculiari che li contraddistinguono. 
- Ocelot, in quanto esperto pistolero, può impugnare due revolver Tornado 7, caricati con proiettili rimbalzanti che possono colpire i nemici marcati fuori dalla campo visivo.
- Quiet, formidabile cecchino, gode di estrema stabilità e minimo rinculo nell'uso dei fucili di precisione. Le sue capacità sovrumane le garantiscono una velocità di movimento impareggiabile. Durante la corsa può effettuare degli scatti estremamente rapidi ed è in grado di salire o scendere le scale in un solo balzo. Rimanendo ferma per alcuni secondi, può attivare la mimetica ottica, rendendosi invisibile alle sentinelle e ai dispositivi di sicurezza.

## Metal Gear Online
Metal Gear Online è la componente multigiocatore online di The Phantom Pain. Ad ogni avvio ci si trova nella propria lobby personale, in cui il giocatore può esercitarsi con le armi sparando a dei bersagli. Per cominciare una partita si può scegliere di essere assegnati automaticamente ad una partita già in corso, sceglierne una manualmente oppure crearne una nuova. I partecipanti ad una partita vengono divisi in due squadre, Solid e Liquid; la squadra cui si viene assegnati è sempre di colore blu, mentre gli avversari sono di colore rosso. Ogni partita è composta da due round, in modo che le squadre si scambino i ruoli (aggressori/difensori). Vince la squadra che si aggiudica entrambi i round o, in caso di parità, quella che ha totalizzato il punteggio più alto, il quale è dato dalla somma dei punti guadagnati da ciascun membro della squadra. Si ottengono punti completando gli obiettivi della missione, e in generale uccidendo, stordendo o recuperando con il sistema Fulton i nemici, oppure aiutando i propri compagni. I nemici possono anche essere catturati con una mossa CQC e interrogati per ottenere informazioni sulla posizione degli altri avversari. Ad ogni giocatore viene assegnato un compagno di cui, grazie a uno speciale indicatore su schermo, si possono vedere in tempo reale le azioni che compie o subisce, ovunque egli sia. Un livello cresce man mano durante la partita: quando raggiunge il 50% è possibile rigenerarsi vicino al proprio compagno, mentre quando è al 100% ci si può teletrasportare istantaneamente da lui. Si può comunicare con gli altri membri della squadra tramite messaggi radio predefiniti.

### Personaggi
Ciascun giocatore può creare uno o più personaggi, scegliendone il sesso (uomo o donna), il volto e il tono della voce. I primi tre personaggi sono gratis, mentre quelli successivi devono essere acquistati con le monete MB. L'aspetto più importante nella creazione di un personaggio riguarda la scelta della classe; esistono tre tipi di classi, ognuna delle quali ha particolari caratteristiche e abilità:
- Esploratore: soldati con resistenza e velocità di medio livello, specializzati in supporto e combattimento dalla lunga distanza; possono marcare i nemici molto velocemente. Questa classe è adatta ai principianti.
- Assaltatore: soldati con alta resistenza ma bassa velocità, dotati di armi pesanti e corazza, ma poco efficaci nei combattimenti ravvicinati. Questa classe è per i giocatori con una certa esperienza.
- Spia: soldati con alta velocità di movimento ma bassa resistenza, specializzati nel muoversi silenziosamente e nell'utilizzo del CQC. Possono anche utilizzare una mimetica ottica. Questa classe è raccomandata ai giocatori esperti.

Ogni personaggio può essere dotato di capacità che ne aumentano le prestazioni: per esempio, esistono capacità che permettono di trasportare più munizioni, oppure di marcare più rapidamente i nemici. Alcune capacità sono comuni alle tre classi di personaggi, mentre altre sono specifiche per una particolare classe. Ci sono quattro slot capacità e ogni capacità ha tre livelli: i livelli maggiori offrono più vantaggi, ma occupano anche più slot. 
Ciascun personaggio può essere personalizzato scegliendone l'abbigliamento e gli accessori (come cappelli, occhiali e giubbotti), ma ciò ha un effetto puramente estetico e non condiziona le capacità di combattimento (per esempio la resistenza ai danni). Fanno eccezione le armi e gli oggetti, il cui peso influenza negativamente la velocità di movimento. Si possono ottenere nuovi equipaggiamenti spendendo i punti equipaggiamento (GP) o le monete MB, mentre nuove armi e capacità diventano disponibili aumentando il livello del personaggio grazie ai punti esperienza (XP) guadagnati durante le partite. Quando si raggiunge il livello massimo, si può far avanzare il personaggio: il livello e i punti esperienza vengono azzerati, ma in cambio si ricevono bonus, come uniformi specifiche per la classe cui appartiene il personaggio.
Se l'host (colui che crea una partita) li ha abilitati, due giocatori (uno per ogni squadra) scelti a caso potranno usare i personaggi speciali, i quali hanno abilità superiori rispetto ai soldati normali e armi esclusive: Snake può usare il braccio-razzo e il sonar attivo per rilevare nemici nelle vicinanze; Ocelot può utilizzare i suoi due revolver con proiettili rimbalzanti; Quiet è esperta nell'uso del fucile di precisione, può raggiungere posti elevati senza usare le scale, ha una velocità di movimento superiore e può diventare invisibile per qualche istante durante uno scatto.

### Partite
In Metal Gear Online si possono scegliere tra i seguenti tipi di partita:
- Bounty Hunter: classico deathmatch a squadre. Lo scopo dei giocatori è quello di far esaurire i "ticket" degli avversari uccidendoli o recuperandoli con il sistema Fulton.
- Cloak and Dagger: la squadra attaccante, dotata di armi non letali e mimetica ottica, ha il compito di rubare dei dischi contenenti dei dati per poi riportarli alla base. La squadra di difesa usa armi letali per difendere gli obiettivi. Se si viene eliminati, si deve aspettare il round successivo prima di poter giocare di nuovo, ma nel frattempo si possono osservare le azioni dei propri compagni ancora in gioco.
- Comm Control: gli attaccanti devono conquistare le basi per scaricare dati sensibili, mentre i difensori hanno il compito di difendere le basi e riprenderne il controllo.
- Sabotage: la squadra attaccante deve distruggere o recuperare tramite il sistema Fulton i missili nemici entro lo scadere del tempo, ma per raggiungere i missili deve prima disattivare la barriera elettromagnetica che li protegge. I difensori devono invece proteggere i loro missili riattivando la barriera o sparando ai palloni Fulton prima che prendano il volo.
- Survival: lo scopo dei giocatori è vincere più partite possibili, i cui obiettivi e i luoghi in cui si svolgono sono scelti casualmente.

### Mappe
Le partite possono svolgersi in questi luoghi:
- Jade forest: una giungla africana e un villaggio abbandonato.
- Red fortress: una base militare sovietica situata in Afghanistan, circondata dal deserto.
- Gray rampart: due aree separate da un fiume, ma collegate da una diga e alcuni ponti.
- Amber station: una raffineria situata su un porto, composta da molte strutture che si dislocano su più livelli.
- Black site: si tratta di Camp Omega, la base militare in cui si svolgono gli eventi di Metal Gear Solid V: Ground Zeroes.
- Coral complex: una mappa ispirata alla Mother Base.
- Rust palace: un edificio in rovina su più piani.
- Azure mountain: uno spazio aperto nella savana africana, con poche possibilità di copertura.

In giro per le mappe è anche possibile trovare i Walker-Gear, utili per dare supporto ai propri alleati nelle situazioni più difficili.

### Expansion Pack
Il 15 marzo 2016 è stato distribuito il primo expansion pack di Metal Gear Online, intitolato Cloaked in silence, contenente tre nuove mappe (Coral complex, Rust palace e Azure mountain), un nuovo personaggio unico (Quiet) e due nuove missioni (Sabotage e Survival, quest'ultima disponibile a partire dal 7 aprile). Inoltre è stato pubblicato anche un DLC che permette ai giocatori che non hanno acquistato il pacchetto espansione di usare le tre nuove mappe e la missione Sabotage, mentre Survival può essere provata solo dieci volte a settimana; non è invece possibile partecipare a partite in cui è presente Quiet. Sono stati anche pubblicati quattro Appeal Packs che permettono di far assumere ai personaggi alcune pose particolari.

## Tematiche

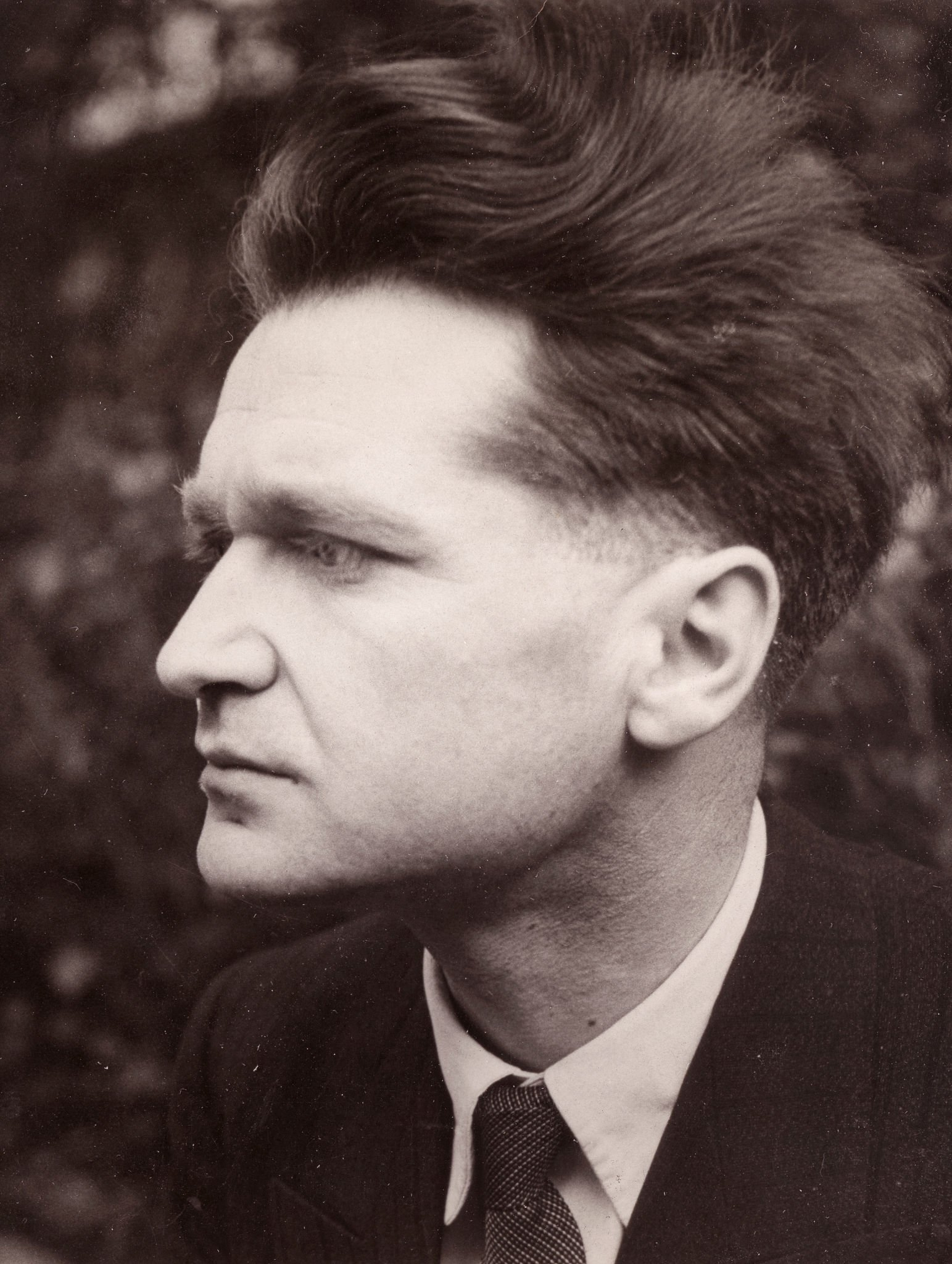
Emil Cioran, filosofo rumeno

Kojima annunciò che il gioco avrebbe trattato molti temi forti, come lo sfruttamento dei bambini in guerra, la schiavitù in Africa, la tortura, la vendetta e altri.
Il tema portante è sicuramente il dolore fantasma e la rabbia che ne deriva, un dolore non tanto fisico ma psicologico. Personaggi come Kaz, ad esempio, ne usciranno totalmente sconvolti: egli non è più il sognatore sorridente e affascinante di un tempo, ma un cane rabbioso e storpio ardente di vendetta. Nel gioco appaiono i bambini soldato, che vengono sfruttati anche nelle miniere di diamanti. Anche se inizialmente l'obiettivo è ucciderli (cosa su cui Kaz non sembra farsi molti problemi), Snake decide di portarli con sé per farli diventare dei soldati, dimostrando quanto l'età conti poco nella loro battaglia personale contro Cipher.

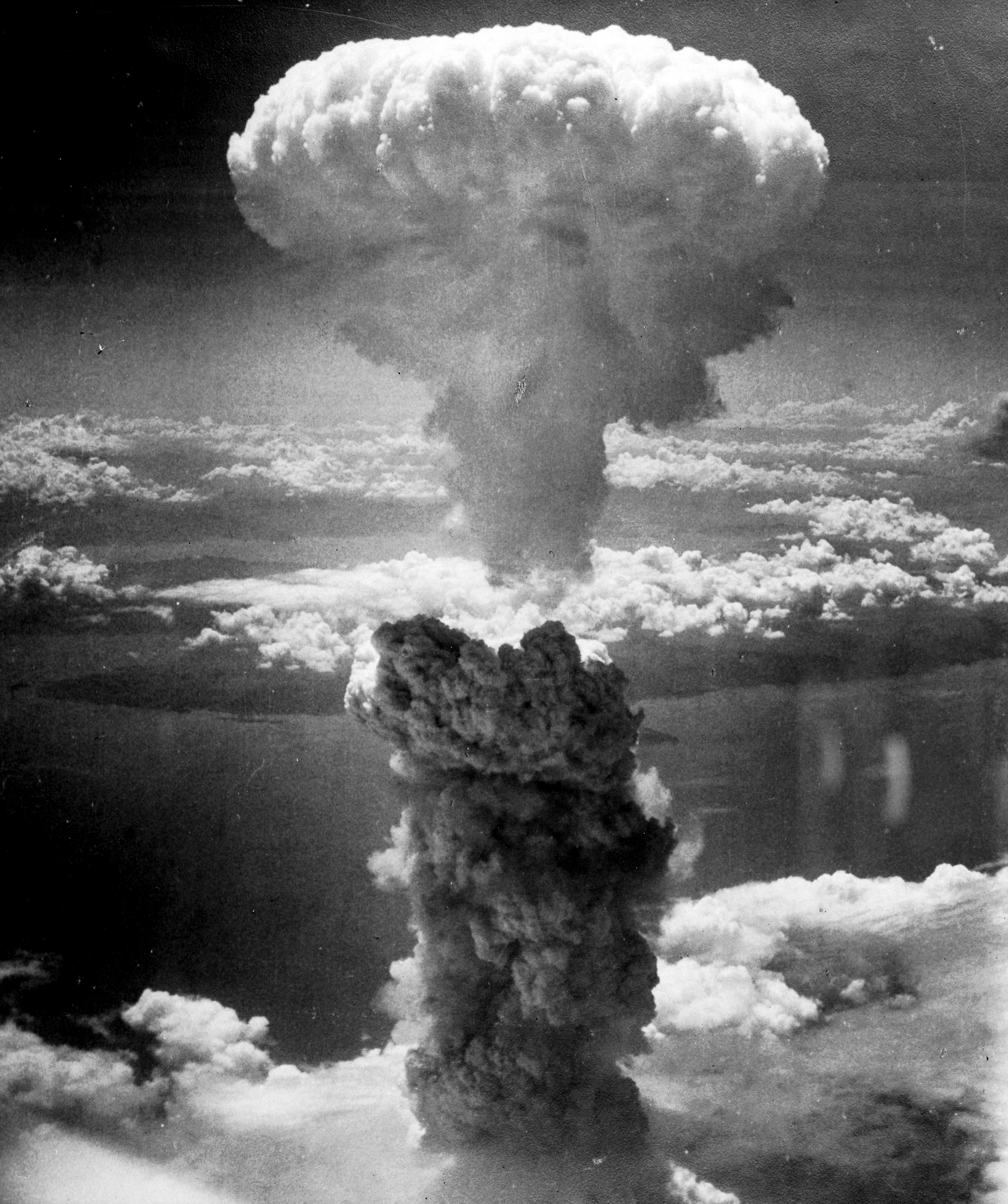
La bomba atomica, da sempre uno dei deterrenti più efficaci e tema portante della saga

Altro personaggio stravolto psicologicamente è Big Boss, silenzioso per la maggior parte del tempo, quasi fosse apatico. Dopo aver visto il suo braccio sinistro amputato, va in shock e sviene per due settimane. La sua storia è un'ascesa vera e propria: da patriota e soldato sognatore, a leggenda caduta ed ex-soldato ormai stanco e vecchio.
Importante è anche la storia che ruota attorno ad una determinata leggenda (in questo caso Big Boss), destinata ad essere stravolta via via che viene raccontata nel corso degli anni. Molti fraintesero il messaggio che voleva dare Big Boss con i MSF, e così nacquero le numerose compagnie private, che diedero inizio ad una vera e propria corsa agli armamenti nucleari come volere di Big Boss (secondo loro).
Come già detto in precedenza, uno dei temi è la vendetta, un vero e proprio carburante che dà inizio a un circolo di sangue e violenza ai danni dei personaggi presenti. Ciò che accomuna Big Boss e Skull Face, infatti, è proprio la sete di vendetta nei confronti di Cipher, che ha portato via loro tutto quello che avevano. Laddove a Skull Face viene strappata via l'identità (volto, nome, lingua, cultura), a Big Boss viene tolto il suo sogno, ovvero quello di un esercito senza frontiere. Mentre Peace Walker trasmetteva un messaggio di pace, The Phantom Pain mostra il decadimento fisico, morale e psicologico di un gruppo di uomini senza scrupoli, disposti a distruggere di tutto pur di raggiungere i loro scopi.
Ultimo ma non meno importante è il tema della deterrenza, in cui ogni gruppo tenta di costruire, comprare o impossessarsi di armi sempre più potenti in modo da dissuadere i nemici da eventuali attacchi, dando inizio ad un circolo vizioso in cui si creano armi sempre più distruttive e che alimentano mercati e guerre. In un vortice di tensione e paura, possedere un'atomica è l'obiettivo principale in un mercato spietato come quello delle compagnie militari private.
In maniera propedeutica rispetto a MGS4 c'è il tema del controllo, del Nuovo Ordine Mondiale, Cipher, che getta le basi per il futuro visto nei capitoli precedenti. Zero ha trovato un modo per rendere le barriere culturali ed ideologiche irrilevanti, arrivando a sostenere che "persino i volti e le lingue perderanno significato", riuscendo a costruire in quest'ottica un mondo unito come voluto da The Boss, che verrà poi distrutto nel quarto capitolo.
Il prologo si apre con una frase da Confessioni e anatemi di Emil Cioran, filosofo rumeno: "Non abitiamo in una nazione, abitiamo in una lingua. Perciò solo la nostra lingua madre è la nostra vera patria". Il gioco, quindi, affronta il tema dell'identità culturale in due modi: se da un lato abbiamo il voler abbattere ogni barriera culturale e/o ideologica per creare un mondo unito, dall'altra abbiamo la volontà di difendere questi confini, non tanto rappresentati da mura o cartine geografiche, ma da culture, lingue, usanze e colori, che sono sicuramente più difficili da distruggere rispetto ad un confine territoriale, già modificatosi migliaia di volte nel corso dei secoli. La lingua è quindi la nostra patria ed è nostro dovere difenderla, in modo da preservare la nostra identità, e rinnegare la lingua franca (una lingua unica utilizzata per comunicare, ad esempio l'inglese nell'epoca attuale) come voluto da Skull Face. Nel mezzo, però, abbiamo la futura Outer Heaven di Big Boss, in cui né la lingua né il colore della pelle contano davvero, ma solo il valore militare e la visione di un mondo militarizzato e unito.

## Colonna sonora
Oltre alla colonna sonora originale, inclusa nell'album Metal Gear Solid V Original Soundtrack pubblicato il 2 settembre 2015 dall'etichetta discografica della Konami, The Phantom Pain contiene anche numerosi brani famosi dell'epoca in cui è ambientato, recuperabili sotto forma di cassette audio in varie zone della mappa e ascoltabili tramite l'iDroid:
1. Laura Branigan - Gloria
2. Midge Ure - The Man Who Sold The World
3. Joy Division - Love Will Tear Us Apart
4. Daryl Hall & John Oates - Maneater
5. Kim Wilde - Kids in America
6. Europe - The Final Countdown
7. A-Ha - Take On Me
8. Asia - Only Time Will Tell
9. Spandau Ballet - True
10. The Cure - Friday I'm In Love
11. Ultravox - Dancing With Tears In My Eyes
12. Japan - Quiet Life
13. Thomas Dolby - She Blinded Me With Science
14. Kajagoogoo - Too Shy
15. Dead or Alive - You Spin Me Round (Like a Record)

Da notare che Diamond Dogs, nome preso dall'organizzazione mercenaria guidata da Snake, è il titolo di una canzone contenuta nell'omonimo album del 1974 di David Bowie, lo stesso autore del brano The Man Who Sold the World contenuto nell'omonimo album del 1970.

## Sviluppo
Agli Spike Video Game Awards del dicembre 2012 fu mostrato il teaser trailer di un videogioco intitolato The Phantom Pain, in sviluppo per PlayStation 3 e Xbox 360 presso la nuova azienda svedese Moby Dick Studio, guidata da Joakim Mogren. Dopo la presentazione, il trailer è stato oggetto di ampie discussioni a causa di molte similitudini con la saga Metal Gear: per esempio, il protagonista somigliava a Big Boss e un altro personaggio a Volgin; inoltre colpì il fatto che il nome Joakim fosse l'anagramma di Kojima, che il sito ufficiale dello studio era stato registrato solo poche settimane prima e il nome del proprietario non era visibile, e che molte persone con indosso abiti della Moby Dick Studio erano sedute in un'area riservata allo staff Konami.
Il 14 marzo 2013, Joakim Mogren, durante un'intervista, mostrò una serie di immagini del suo nuovo prodotto, The Phantom Pain, in alcune delle quali si intravede il logo del Fox Engine; quando gli fu chiesto perché, Mogren reagì con stupore e l'intervista terminò bruscamente. Il 27 marzo, in occasione della Game Developers Conference di San Francisco, Hideo Kojima tenne una presentazione in cui rivelò che The Phantom Pain è il nuovo capitolo della serie Metal Gear, e che Metal Gear Solid V è costituito nel complesso da due giochi separati: The Phantom Pain come gioco principale, e Ground Zeroes come prologo. Kojima ha inoltre dichiarato che la Moby Dick Studio e Joakim Mogren erano una messinscena organizzata per osservare le reazioni del pubblico.
Il 6 giugno 2013, durante la conferenza pre-E3, Konami annunciò che il nuovo doppiatore di Big Boss è l'attore Kiefer Sutherland, prendendo il posto della storica voce di David Hayter. Troy Baker è invece colui che dà la voce a Revolver Ocelot. Il 10 giugno 2013, durante la presentazione di Microsoft all'E3 2013, è stato mostrato un quarto trailer del gioco incentrato sui nuovi meccanismi di gioco e sui personaggi, e fu annunciato anche lo sviluppo per Xbox One. Hideo Kojima non ha escluso l'uscita del gioco su PC, tuttavia questa possibilità non è ritenuta essenziale. L'11 giugno, Konami caricò sul proprio canale YouTube la versione del trailer mostrata all'E3 (indicata come "GREEN BAND") insieme ad un'altra versione, denominata "RED BAND", adatta ad un pubblico adulto (contiene infatti esplicite scene di tortura, razzismo, schiavitù minorile e violenza estrema).
Il 9 giugno 2014, durante la conferenza Sony dell'E3 2014, è stato mostrato un trailer contenente alcuni dettagli sulla trama del gioco. Il trailer era trapelato il giorno prima a causa di un post accidentale, subito rimosso, sul canale YouTube ufficiale di Konami. Il 1º luglio, Konami pubblicò il video che era stato presentato a porte chiuse alla stampa durante l'E3 di Los Angeles. Alla Gamescom 2014 di Colonia sono state mostrate le novità apportate alle scatole di cartone, elementi iconici della serie, ed è stato confermato che il gioco sarebbe arrivato anche su Windows tramite Steam. Altri due video sono stati mostrati al Tokyo Game Show del settembre 2014, mentre ai Game Awards 2014 di Las Vegas è stato confermato che in The Phantom Pain è presente Metal Gear Online, la componente multigiocatore online del gioco sviluppata da LA Studio.
Il 4 marzo 2015, dopo un countdown sul sito del gioco, durato 48 ore, venne annunciata la data di uscita di The Phantom Pain: il 1º settembre 2015 per le console e il 15 dello stesso mese per la versione PC, anche se Konami non ha voluto commentare i motivi di questo ritardo. Tuttavia, in agosto venne annunciato che anche la versione PC sarebbe uscita in contemporanea con quella delle console.
Konami ha spiegato che, proprio come Ground Zeroes, The Phantom Pain arriva a 60 fotogrammi al secondo su PlayStation 4 e Xbox One, mentre su PlayStation 3 ed Xbox 360 sarà limitato ai 30. Inoltre, per quanto riguarda le console PlayStation 4 e Xbox One, la risoluzione nativa del gioco è, rispettivamente, 1080p e 900p.
Il 31 ottobre 2017, la versione per PlayStation 4 del gioco ha ricevuto un aggiornamento per il supporto a PlayStation 4 Pro, che ne aumenta la risoluzione e rende più stabile il framerate.
Il 24 luglio 2018, le versioni per PlayStation 4, Xbox One e PC di The Phantom Pain sono state aggiornate introducendo la possibilità di scegliere Quiet come personaggio con cui giocare alla missioni FOB, alle quali è anche stato aggiunto un nuovo livello di difficoltà. Quiet può inoltre utilizzare abilità speciali, come il diventare invisibile stando ferma per qualche secondo.

### Contenuti tagliati dal gioco finale
Alcuni elementi di gioco annunciati durante lo sviluppo sono stati ridimensionati o rimossi dalla versione finale. Konami ha confermato ufficialmente alcuni di questi "tagli", mentre altri sono stati scoperti dagli utenti che hanno analizzato il codice del gioco:
- Sulla base del data mining si suppone che siano state rimosse otto missioni dal gioco finale, che avrebbero formato il Capitolo 3: Peace[54]. L'unica di cui si ha la certezza è la missione 51, che mostra l'epilogo dell'arco narrativo relativo a Eli e al ceppo inglese dei parassiti. I filmati di tale missione, inclusi nella Collector's Edition[54], mostrano che il Sahelanthropus è stato nascosto su un'isola che viene poi raggiunta dall'unità XOF e da Snake. Qui, dopo un lungo scontro con il Sahelanthropus pilotato da Eli, Snake elimina l'unità e riesce a recuperare il Metal Gear, scoprendo inoltre che Eli è rimasto infettato dal ceppo che attacca l'inglese dato che l'aveva sparso per tutta l'isola. Snake lo lascia lì, armato di pistola con un solo colpo. Liquid maledice Big Boss per essere destinato ad essere una sua copia imperfetta e pensa di suicidarsi, ma poco dopo appare Tretij Rebenok che gli rimuove i parassiti dalla gola, eliminando del tutto la piaga. I due si prendono per mano ed abbandonano l'isola volando, appena prima che l'isola venga sterilizzata con il napalm.
- Inizialmente era possibile guidare il Battle Gear, un mezzo sviluppato da Huey, ma nel gioco finale esso è utilizzabile solo in alcune Missioni Esterne[54].
- I cani da guardia, già visti nel filmato iniziale di Ground Zeroes, sono stati rimossi[54].
- Durante lo sviluppo del gioco, era stata annunciata la possibilità di tornare a Camp Omega, ma nella versione finale sono presenti solo alcuni filmati tratti dal prologo; Camp Omega è però una mappa utilizzabile in Metal Gear Online[55].
- Un editor di missioni è stato sviluppato ma non portato a termine[56].